# قضیه گرادیان
یکی از قضایای مهم در علم حساب دیفرانسیل و انتگرال می‌باشد که انتگرال خطی در امتداد مسیر یک منحنی را که تابعی از مسیر هست، مستقل از مسیر می‌کند.این رابطه در الکترو مغناطیس و میدان‌های گرانشی استفاده فراوان دارد.

## تعریف
فرض می‌شود که تابع {\displaystyle \ \phi } یک تابع نرده ای باشد.در آن صورت رابطه زیر برقرار است:
{\displaystyle \phi \left(\mathbf {q} \right)-\phi \left(\mathbf {p} \right)=\int _{L}\nabla \phi \cdot d\mathbf {r} .}
که در آن {\displaystyle \nabla \phi } گرادیان تابع {\displaystyle \ \phi } بوده و q و p به ترتیب نقاط انتهایی و ابتدایی منحنی L هستند.

## تعبیر هندسی
فرض کنید شما می خواهید ارتفاع برج میلاد را محاسبه کنید. می‌توانید یک خط کش به دست بگیرید و از پله‌های برج بالا بروید و ارتفاع هر پله را اندازه گرفته و در انتها این مقادیر را با هم جمع کنید. یا می‌توانید یک ارتفاع سنج (نسبت به سطح دریاهای آزاد) را برداشته و ارتفاع نوک برج میلاد و پایین آن را محاسبه و این دو مقدار را از هم کم کنید (طبعاً این روش مناسبتر است!). نتیجه هر دو روش یکسان خواهد بود و این همان قضیه گرادیان است. در روش اول شما در واقع انتگرال گرادیان ارتفاع را و در روش دوم اختلاف ارتفاع در انتها و ابتدای مسیر را محاسبه کرده‌اید .